# August Karl Draudt
August Karl Draudt (* 18. Januar 1846 in Hungen; † 23. Juli 1925 in Darmstadt) war ein preußischer Generalleutnant.

## Leben

### Herkunft
Seine Eltern waren der großherzoglich hessische Oberappellations- und Kassations-Gerichtsrat Karl Ludwig Draudt (1810–1886) und dessen Ehefrau Luise, geborene Lex (1819–1892). Seine Schwester Bertha (1845–1909) heiratete den Industriellen Ludwig Beck (1841–1918) und wurde Mutter des Generals Ludwig Beck  (1880–1944).

### Militärkarriere
Draudt erhielt seine Schulbildung auf einem Privatinstitut und auf dem Gymnasium in Darmstadt. Anschließend trat er am 1. April 1862 als Kadett in das 4. Infanterie-Regiment der Großherzoglich Hessischen Armee ein. Mit der Beförderung zum Leutnant wurde er am 25. August 1868 mit Patent vom 4. September 1864 in das 3. Infanterie-Regiment versetzt. Am 3. September 1865 wechselte er in das Artilleriekorps. Während des Deutschen Krieges von 1866 kämpfte er im Gefecht bei Gerchsheim gegen die Preußen. Nach dem Krieg erhielt er am 16. September 1866 das Felddienstzeichen. Aus Ausbildungszwecken war Draudt von Oktober 1867 bis Juli 1869 an die Vereinigte Artillerie- und Ingenieurschule nach Berlin kommandiert und diente ab Mitte September 1869 als Adjutant der I. Abteilung eingesetzt. Während des Krieges gegen Frankreich wurde er Ende August 1870 zum Oberleutnant befördert und nahm an den Kämpfen bei Gravelotte, Montlivault, Chambord, Vienne, Brare, Chatignon-sur-loing, Noisseville und Orleans sowie bei der Belagerung von Metz teil.
Ausgezeichnet mit dem Eisernen Kreuz II. Klasse wurde Draudt nach dem Vorfrieden von Versailles am 26. März 1871 zu topographischen Arbeiten in die französischen Départements Haute-Marne und Vosges kommandiert. Ende Oktober 1871 schoss sich seine Kommandierung als Adjutant der 25. Division an. Durch die Militärkonvention erfolgte am 1. Oktober 1872 seine Übernahme als Premierleutnant mit Patent vom 13. Oktober 1870 in den Verband der Preußischen Armee. Am 8. September 1875 stieg er zum Hauptmann auf und wurde am 22. Januar 1876 unter Belassung in seinem Kommando in das Magdeburgische Feldartillerie-Regiment Nr. 4 versetzt. Draudt trat am 13. Juni 1879 mit der Ernennung zum Batteriechef mit Patent vom 27. Januar 1875 im 1. Ostpreußischen Feldartillerie-Regiment Nr. 16 in den Truppendienst zurück. Am 12. Juni 1887 kam er als Major in das 1. Westfälische Feldartillerie-Regiment Nr. 7 und am 22. März 1887 als Kommandeur der I. Abteilung in das 1. Großherzoglich Hessische Feldartillerie-Regiment Nr. 25. Am 14. Oktober 1890 beauftragte man ihm mit der Funktion des etatmäßiger Stabsoffizier, am 22. August 1891 wurde er zum etatmäßiger Stabsoffizier ernannt und zeitgleich zum Oberstleutnant befördert. Am 17. November 1892 wechselte er als Kommandeur in das Feldartillerie-Regiment Nr. 31. Von dort wechselte er am 16. Juni 1894 als Abteilungschef in das Kriegsministerium, außerdem wurde er zeitgleich zum Oberst befördert. Am 12. September 1896 erhielt er den Rang und die Gebührnisse als Brigadekommandeur.
Unter Stellung à la suite des Kriegsministeriums wurde Draudt am 17. Juni 1897 zum Kommandeur der 1. Feldartillerie-Brigade ernannt. Er erhielt am 18. November 1897 die Beförderung zum Generalmajor, anlässlich des Ordensfestes im Januar 1899 den Roten Adlerorden II. Klasse mit Eichenlaub und zwei Jahre später den Stern zum Kronen-Orden II. Klasse. Unter Verleihung des Charakters als Generalleutnant wurde Draudt mit Pension zur Disposition gestellt. Er starb am 23. Juli 1925 in Darmstadt und wurde auf dem dortigen alten Friedhof im Draudtschen Erbbegräbnis beigesetzt.

### Familie
Draudt heiratete am 16. April 1874 in Homburg Emma Sophie Wilhelmine Johanne Müller (1853–1939), eine Tochter des Hofrat Wilhelm Georg Friedrich Müller. Das Paar hatte mehrere Kinder:
- Max (1875–1953), Professor der Chirurgie und Entomologe
- Paul (1877–1944), Vizepräsident des Roten Kreuzes ⚭ Elly Heymann († 1944)